# 蠣崎基広
蠣崎 基広（かきざき もとひろ）は、戦国時代の武将。蠣崎氏の家臣。蠣崎季広の従兄弟。

## 略歴
文亀元年（1501年）、蠣崎高広（蠣崎義広の弟）の子として誕生。
天文14年（1545年）、伯父であり4代当主・蠣崎義広が死去すると、家督は義広の嫡男・季広が継承する。これに不満を持ったとされる基広は謀反を起こしたが、季広の家臣・長門広益に敗れ天文16年（1548年）に戦死した。享年48。